# جوشوا بالمر
جوشوا بالمر (بالإنجليزية: Joshua Palmer)‏ هو سباح أسترالي، ولد في 10 أغسطس 1991.

## روابط خارجية
- جوشوا بالمر على موقع SwimRankings.net (الإنجليزية)
- جوشوا بالمر على موقع اللجنة الأولمبية الدولية (الإنجليزية)
- جوشوا بالمر على موقع أوليمبيديا (الإنجليزية)
- جوشوا بالمر على موقع اللجنة الأولمبية الأسترالية (الإنجليزية)